# Осьмак, Татьяна Яковлевна
Татьяна Яковлевна Осьмак (18 августа 1927 — 31 июля 1991) — передовик советского сельского хозяйства, доярка колхоза «Верный путь» Алексеевского района Белгородской области, Герой Социалистического Труда (1966).

## Биография
Родилась в 1927 году на хуторе Осьмаки (ныне — Алексеевского района Белгородской области).
Окончив шесть классов сельской школы, трудоустроилась в колхоз «Крестьянин» в молодёжную полеводческую бригаду.
В 1942 году окончила обучение в школе. Трудоустроилась в колхоз «Верный путь» Алексеевского района Белгородской области. Всю Великую Отечественную войну проработала в колхозе. Работала свинаркой, телятницей, выращивала свёклу. С 1956 года работала дояркой в этом же хозяйстве. В своей группе получала высокие надои молока.
Указом Президиума Верховного Совета СССР от 22 марта 1966 года за получение высоких результатов в сельском хозяйстве и рекордные показатели в животноводстве Татьяне Яковлевне Осьмак было присвоено звание Героя Социалистического Труда с вручением ордена Ленина и медали «Серп и Молот».
Продолжала и дальше трудиться в сельском хозяйстве. С 1972 по 1982 годы заведующая молочно-товарной фермой колхоза «Дружба». Избиралась депутатом сельского и районного Советов депутатов. Участница III Всесоюзного съезда колхозников.
Умерла 31 июля 1991 года.

## Награды
За трудовые успехи была удостоена:
- золотая звезда «Серп и Молот» (22.03.1966)
- орден Ленина (22.03.1966)
- Орден Знак Почёта (08.04.1971)
- другие медали.